# فرشاة تاو
فرشاة تاو هي عبارة عن أداة طبية تستخدم لإجراء طريقة بديلة من خزعة بطانة الرحم بغرض اكتشاف سرطان بطانة الرحم.
تستخدم الطريقة التقليدية للخزعة البطانية الرحمية قسطرة متخصصة (البيبيل) لامتصاص جزء من بطانة الرحم، بدلاً من ذلك تستخدم طريقة فرشاة تاو فرشاة صغيرة ومرنة لفرش داخل الرحم كاملًا برفق، فرشاة تاو قادرة نظريًا على جمع عينات أكثر اكتمالًا من بطانة الرحم كما تُزيل أنسجة أقل، وتشير بعض التقارير إلى أنها أقل إيلامًا من الطريقة التقليدية، خزعة فرشاة تاو قادرة على الكشف عن السرطانة الغدية ببطانة الرحم والذي يمثل 97% من جميع سرطانات بطانة الرحم.

## الإجراء
الإجراء المتبع في خزعة فرشاة تاو هو: يُطلب من المريضة الاستلقاء على الطاولة مع قدميها في الركائب كما هو الحال في فحص الحوض الروتيني، ويتم إدخال الفرشاة في الرحم، يحمي الغلاف الفرشاة من جمع أي نسيج ملوث من عنق الرحم، وبمجرد وضع الفرشاة في مكانها تتم إزالة الغمد.
ثم يتم تدوير الفرشاة 4-5 مرات وجمع الأنسجة من بطانة الرحم بأكملها، ثم يتم استبدال الغمد وضمان أن عينات الأنسجة محاصرة على الفرشاة، تتم إزالة الفرشاة ووضعها مباشرة في الحل المثبت.
يستغرق الإجراء بأكمله 30 ثانية تقريبًا ويمكن إكماله في نفس الوقت كإجراء لطاخة بابانيكولاو الروتينية.
ستكون العينة جاهزة للمعالجة في حوالي 30 دقيقة ويمكن تخزينها لعدة أسابيع، مما يسمح بنقلها إلى مختبر خارج الموقع.